# Fantastická čtyřka a Silver Surfer
Fantastická čtyřka a Silver Surfer (uváděno též jako Fantastická 4 a Silver Surfer, v anglickém originále Fantastic Four: Rise of the Silver Surfer) je britsko-německo-americký akční sci-fi film z roku 2007, který natočil Tim Story. Snímek vychází z komiksů o týmu superhrdinů Fantastic Four, vydávaných vydavatelstvím Marvel Comics. Do amerických kin byl film, jehož rozpočet činil 130 milionů dolarů, uveden 15. června 2007, přičemž celosvětově utržil 289 047 763 dolarů. Hlavní role si z předchozího snímku Fantastická čtyřka z roku 2005 zopakovali Ioan Gruffudd, Jessica Alba, Chris Evans a Michael Chiklis.

## Příběh
Zatímco se Reed Richards a Sue Stormová připravují v New Yorku na svatbu, do zemské atmosféry vstoupí neznámý předmět, jenž dočasně mění lokální klima a který postupně na řadě míst vytváří obrovské díry do zemského povrchu. Fantastická čtyřka (v originále Fantastic Four) zjistí, že oním neznámým je humanoid na létajícím stříbrném prkně, kterého pojmenují Silver Surfer. Skupinu požádá o pomoc americká armáda, která přivede i nečekaného spojence – Victora Von Dooma, o kterém si všichni mysleli, že je mrtvý.

## Obsazení
- Ioan Gruffudd jako doktor Reed Richards / Mr. Fantastic
- Jessica Alba jako Sue Stormová / Invisible Woman
- Chris Evans jako Johnny Storm / Human Torch
- Michael Chiklis jako Ben Grimm / Thing
- Julian McMahon jako Victor Von Doom / Doom
- Kerry Washington jako Alicia Mastersová
- Andre Braugher jako generál Hager
- Laurence Fishburne jako hlas Norrina Radda / Silver Surfera
- Doug Jones jako Norrin Radd / Silver Surfer
- Beau Garrett jako kapitán Frankie Rayeová
- Brian Posehn jako oddávající
- Zach Grenier jako pan Sherman
- Kenneth Welsh jako doktor Jeff Wagner